# Jean Bosco Mwenda
Jean Bosco Mwenda (1930–1991), también conocido como Mwenda wa Bayeke, fue un popular músico congolés, pionero de un estilo fingerstyle para guitarra acústica propio de África central. 

## Vida
Bosco nació en 1930 en Bunkeya, un pueblo cercano a Likasi (entonces llamado Jadotville), del distrito Alto Katanga en lo que era entonces el Congo Belga, pero vivió la mayor parte de su vida en Lubumbashi, donde además de hacer música se dedicó a distintas actividades comerciales. Bosco fue uno de los pocos congoleses que obtuvo una educación occidental durante la época colonial debido a la posición de su padre en la Iglesia católica. Utilizó el nombre Mwenda wa Bayeke alegando descendencia del Sanga, clan noble de Bayeke.
Su notoriedad a nivel internacional comenzó cuando fue descubierto por el musicólogo sudafricano Hugh Tracey en 1951, quien grabó a Bosco en su habitación de hotel. Durante la década de 1950 una gran cantidad de su material fue editado por el sello sudafricano Gallotone, difundiendo a Bosco en toda África. Mwenda fue muy popular en varios países africanos, particularmente dentro de África Oriental y Central, y hacia fines de la década de 1950 y principios de 1960 vivió brevemente Nairobi, donde condujo regularmente un programa radiofónico que lo convirtió en una profunda influencia para una generación de guitarristas kenianos. Durante las décadas de los 60 y 70 su popularidad disminuyó considerablemente y hasta llegó a caer en el olvido, debido a que las compañías discográficas más importantes de la región cambiaron sus estrategias comerciales y comenzaron a editar casi únicamente guitarristas eléctricos que hacían estilos bailables. Durante estos años, si bien no registró grabaciones, apareció en el Festival Folk de Newport de 1969 en Estados Unidos, y tocó con Miriam Makeba en la pelea entre Mohammed Ali y George Foreman en Kinshasa, en 1974. En la década de los 80 su figura volvió a recobrar notoriedad gracias a una serie de conciertos en Europa y nuevas grabaciones. 
Bosco murió en septiembre de 1991 en un accidente automovilístico en Zambia.

## Estilo musical
Bosco comenzó a tocar la guitarra a los 16 años y rápidamente desarrolló un estilo de fingerstyle basado en el estilo Katanga, llamado así por la región de Zaire en la que se comenzó a gestar en los años 50, pero con marcas y proyecciones propias que lo convierten en un guitarrista original y claramente diferenciable de otros. Junto con su amigo y ocasional socio Losta Abelo, y su primo Edouard Masengo, Bosco definió un estilo que no variaría a lo largo de sus 40 años de carrera musical, en el que confluyen influencias de varias fuentes, entre las que se cuenta la música tradicional del pueblo Sanga, la música tradicional de Zambia y el Congo Oriental, la música sacra, grupos cubanos como el Trío Matamoros, bandas sonoras de películas de cowboys, y música europea y norteamericana, especialmente el blues. Su canción Masanga fue particularmente influyente debido a su complejo y variado arreglo de guitarra.

## Discografía
A lo largo de su carrera Bosco editó más de 100 discos en África. En el ámbito internacional, una grabación de campo, registrada en video por el etnomusicólogo Gerhard Kubik en 1982, se incluye en la compilación de guitarristas africanos 'Native african guitar'. También se encuentra disponible un CD con folleto (que incluye textos de Kubik en inglés y las letras de las canciones en swuahili)  del 'Museum für Völkerkunde', Berlín, donde se registra el concierto completo que Bosco dio el 30 de junio de 1982 en dicho museo. En 1988 el sello 'Mountain' con base en Ciudad del Cabo grabó un álbum de estudio de Bosco aue fue editado en 1994, titulado 'Mwenda Wa Bayeke - African guitar legend'.